# Ten paciencia
Ten paciencia (in spagnolo, significa "Abbi pazienza") è il primo singolo dell'album Lunada della cantante messicana Thalía. Il suo produttore è il famoso musicista cubano Emilio Estefan (marito di Gloria Estefan) e gli autori sono Descemer Bueno, Magilee Álvarez e Cynthia Salazar. Rispetto al suo stile, Ten paciencia è una cumbia tropicale col suono della fisarmonica.
La lettera della canzone è abbastanza erotica. Il suo videoclip, filmato nella spiaggia Nikki Beach in Miami, rappresenta una grande festa notturna con molta danza, la gente vestita di bianco, tenendo torce, con ballerine hawaiiane, ecc. Thalía ha tre vestiti durante il videoclip.

## Brano della canzone
(Thalía – ascoltare)